# V838 Monocerotis

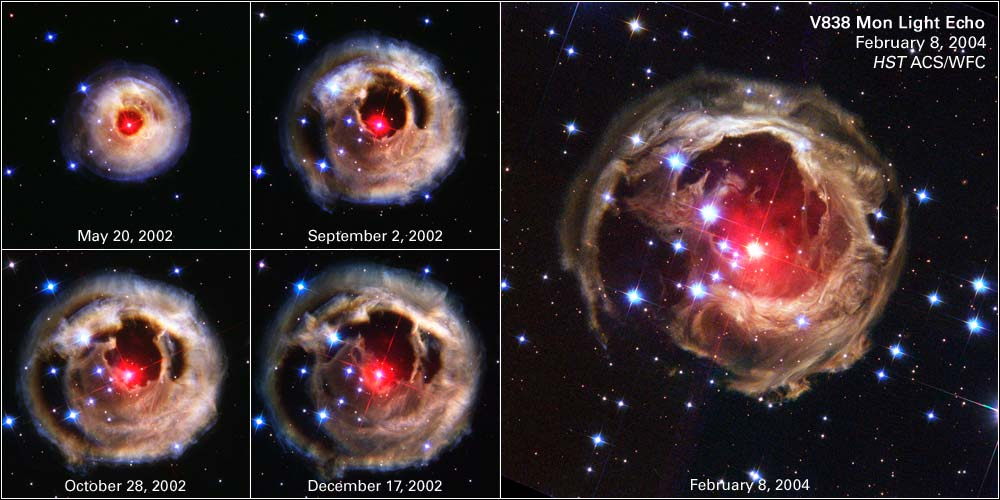
Ausbreitung des „Lichtechos“

V838 Monocerotis (kurz V838 Mon) ist eine Leuchtkräftige Rote Nova im Sternbild Einhorn (Monoceros). Sie ist etwa 6,1 Kiloparsec (20.000 Lichtjahre) von der Erde entfernt und besitzt eine scheinbare Helligkeit von 15,74 mag.
Die Bezeichnung V838 Monocerotis bedeutet „838. veränderlicher Stern des Monoceros (des Einhorns)“.

## Ausbruch
Zu Beginn des Jahres 2002 wurde ein starker Helligkeitsausbruch beobachtet, der sich vermutlich als Mergerburst bei der Verschmelzung eines Doppelsternsystems erklären lässt.
Der Ausbruch wurde am 6. Januar 2002 von N. J. Brown entdeckt.
Durch einen Vergleich mit Archivbildern fand man heraus, dass er um den 1. Januar 2002, nach den Aufnahmen von J. Bedient stattgefunden haben muss. Der erste Ausbruch war relativ unspektakulär und mit dem Verhalten eines Sterns vom Typ Nova vergleichbar. 
Der zweite Ausbruch wurde am 2. Februar 2002 in Innsbruck und unabhängig davon wenige Stunden später in Tschechien und in Polen entdeckt. Sein Lichtecho wurde am 17. Februar am US Naval Observatory entdeckt und führte durch seine rasche Expansion am Beginn zur Fehleinschätzung, dass das Objekt nur etwa 700 Parsec entfernt ist.
Dieser zweite Ausbruch und das sehr ungewöhnliche Verhalten im Anschluss daran führte zur Beobachtung durch das Hubble-Weltraumteleskop. Die Bilder gingen um die Welt und führten später zur fälschlichen Annahme, dass es sich um eine Entdeckung durch das Hubble gehandelt habe.
Durch den Ausbruch wurde der Stern in wenigen Tagen zehntausendmal heller als zuvor und somit heller als alle anderen Sterne der Milchstraße.
Heute ist bekannt, dass sich der Stern in einer Entfernung von etwa (6100 ± 800) Parsec befindet. Dazu wurden zwei unabhängige Messmethoden herangezogen.
Hubble konnte seit dem 9. Februar 2002 etwa 120 Aufnahmen erstellen. Die bisher letzte stammt vom 28. September 2009 und wurde mit dem langwelligen Filter F814 im beginnenden infraroten Lichtspektrum aufgenommen.
Nach der Supernova 1987A ist dieses das zweite Ereignis, bei dem in spektakulärer Art das von Material in direkter Umgebung des Sterns erzeugte Lichtecho aufgenommen werden konnte. Lichtechos sind seit langem ein in der Fachwelt intensiv genutztes Hilfsmittel zur Untersuchung variabler Sterne und wurden schon sehr oft beobachtet.
Durch Radiobeobachtungen der CO-Linien konnte der Ursprung der für das Lichtecho verantwortlichen Materie herausgefunden werden. Es handelt sich um eine die V838 Mon-Gruppe umschließende Molekülwolke. Zur V838-Mon-Gruppe gehören neben dem Namensgeber noch wenigstens drei frühe Sterne mit den Spektralklassen B3 bis B6 sowie der B3-Begleiter von V838 Monocerotis. Da sich die Molekülwolke trotz der intensiven Ultraviolettstrahlung der frühen Sterne noch nicht aufgelöst hat, kann das maximale Alter der Wolke und damit von V838 Mon auf weniger als 25 Millionen Jahre geschätzt werden.
V838 Mon verlor bei diesem Ausbruch im Gegensatz zu Novae oder Supernovae kaum Materie mit hoher Geschwindigkeit, sondern blähte sich enorm auf und verwandelte sich in einen kühlen Überriesen mit einem Durchmesser von über 1560 Millionen Kilometern.
Von 2004 bis 2006 zeigten die Beobachtungen Anzeichen eines blauen Begleitsterns. Diesen scheint die sich immer weiter ausdehnende Hülle etwa im Dezember 2005 erreicht zu haben. Schließlich hat die Hülle im Oktober 2006 Dimensionen erreicht, bei welchen der Begleiter völlig verschluckt wurde.